# Ramón Miérez
Ramón Nazareno Miérez (Resistencia, 13 maggio 1997) è un calciatore argentino, attaccante dell'Al-Jazira.

## Carriera

### Club
Ha esordito nella massima serie argentina con il Tigre nella stagione 2016, nella quale ha giocato 2 partite nella prima divisione argentina ed una partita in Copa Argentina; rimane al Tigre anche nella stagione seguente, sempre in prima divisione.

### Nazionale
Ha giocato nella nazionale argentina Under-20.

## Statistiche

### Presenze e reti nei club
Statistiche aggiornate al 30 luglio 2023.
| Stagione        | Squadra         | Campionato      | Campionato | Campionato | Coppe nazionali | Coppe nazionali | Coppe nazionali | Coppe continentali | Coppe continentali | Coppe continentali | Altre coppe | Altre coppe | Altre coppe | Totale | Totale |
| Stagione        | Squadra         | Comp            | Pres       | Reti       | Comp            | Pres            | Reti            | Comp               | Pres               | Reti               | Comp        | Pres        | Reti        | Pres   | Reti   |
| --------------- | --------------- | --------------- | ---------- | ---------- | --------------- | --------------- | --------------- | ------------------ | ------------------ | ------------------ | ----------- | ----------- | ----------- | ------ | ------ |
| 2018-2019       | Istria 1961     | 1. HNL          | 22         | 9          | CC              | 1               | 1               | -                  | -                  | -                  | -           | -           | -           | 23     | 10     |
| 2019-2020       | Tenerife        | SD              | 20         | 1          | CR              | 0               | 0               | -                  | -                  | -                  | -           | -           | -           | 20     | 1      |
| 2020-2021       | Osijek          | 1. HNL          | 31         | 22         | CC              | 3               | 1               | UEL                | 1                  | 0                  | -           | -           | -           | 35     | 23     |
| 2021-2022       | Osijek          | 1. HNL          | 28         | 3          | CC              | 4               | 1               | UECL               | 4                  | 0                  | -           | -           | -           | 36     | 4      |
| 2022-2023       | Osijek          | 1. HNL          | 33         | 12         | CC              | 2               | 0               | UECL               | 2                  | 0                  | -           | -           | -           | 37     | 12     |
| 2023-2024       | Osijek          | 1. HNL          | 2          | 2          | CC              | 0               | 0               | UECL               | 2                  | 1                  | -           | -           | -           | 4      | 3      |
| Totale Osijek   | Totale Osijek   | Totale Osijek   | 94         | 39         |                 | 9               | 2               |                    | 9                  | 1                  |             | -           | -           | 112    | 42     |
| 2024-2025       | Al-Jazira       | PL              | 19         | 4          | CEAU+CdL        | 3+7             | 2+5             | -                  | -                  | -                  | -           | -           | -           | 29     | 11     |
| Totale carriera | Totale carriera | Totale carriera | 136        | 49         |                 | 10              | 3               |                    | 9                  | 1                  |             | -           | -           | 155    | 53     |

## Palmarès

### Competizioni nazionali
- UAE League Cup: 1

Al-Jazira: 2024-2025

### Individuale
- Capocannoniere del campionato croato: 2

2020-2021 (22 gol), 2023-2024 (19 gol)
- Capocannoniere della UAE League Cup: 1

2024-2025 (5 gol)